# Nicole Demme
Nicole Demme (geboren 28. Dezember 1971) ist eine deutsche Richterin und Kommunalpolitikerin (CDU). Sie ist seit  2016 Mitglied des Hessischen Staatsgerichtshofs.

## Leben
Demme studierte Rechtswissenschaft und wurde 2003 zum Thema „Die Unabhängigkeit des Abschlussprüfers nach deutschem, US-amerikanischen und internationalem Recht“ an der Universität Konstanz promoviert.
Ab 1. April 2006 war Demme Richterin auf Probe im Oberlandesgerichtsbezirk Frankfurt am Main. Zeitgleich wurde sie Pressesprecherin des hessischen Ministeriums der Justiz. Seit dem 24. September 2010 ist Demme Richterin am Landgericht Frankfurt am Main. Am 1. November 2010 wurde Demme zur Richterin am Landgericht Frankfurt am Main ernannt, wo sie bis 2015 tätig war. Danach wechselte sie als Richterin an das Amtsgericht Königstein im Taunus und wurde dort am 23. Juni 2015 zur stellvertretenden Amtsgerichtsdirektorin ernannt.
Demme ist seit 9. März 2016 Erste Stellvertreterin des richterlichen Mitglieds Michaela Kilian-Bock am Staatsgerichtshof des Landes Hessen. Sie wird das Amt bis 2023 innehaben.
Demme ist CDU-Mitglied und war bis 2021 lange Jahre Mitglied des Kreistages des Hochtaunuskreises und stellvertretende Vorsitzende der CDU-Fraktion. Zur Wahl 2021 trat sie nicht mehr an.

## Veröffentlichungen
- Die Unabhängigkeit des Abschlussprüfers nach deutschem, US-amerikanischen und internationalem Recht. Dissertation. Nomos, Baden-Baden 2003, ISBN 978-3-8329-0333-6.